# F
Fは、ラテン文字（アルファベット）の6番目の文字。小文字は f 。

## 字形

筆記体

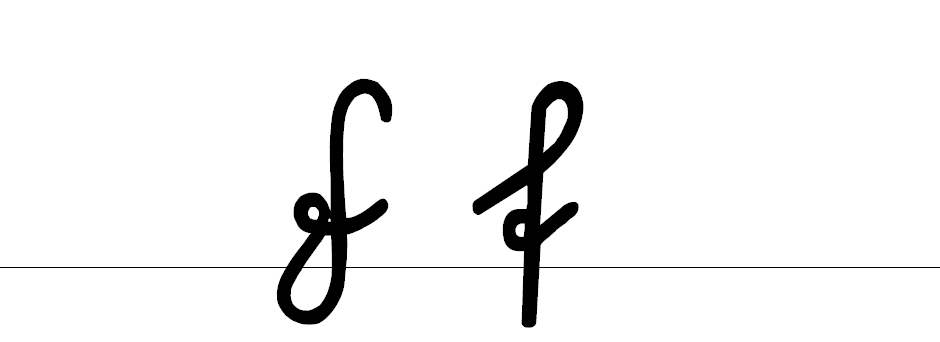
ジュッターリーン体

1. 大文字は、縦線の上端と中央から、右に垂直に線が付き出した形である。筆記体 ℱ などではフラクトゥールの {\displaystyle \textstyle {\mathfrak {F}}} のように、上線が縦線の左にも大きくはみ出すことがある。
2. 小文字は大文字の中線より上を丸めた形であり、中線は縦線の左にはみ出す。小文字ながら大文字と同等の高さを持つ。フラクトゥールの {\displaystyle \textstyle {\mathfrak {f}}} やイタリック体では、さらにベースラインの下にはみ出し、しばしば左に曲げられて ƒ のように書かれる。

## 呼称
- 拉・独・仏・英・蘭・洪・葡・尼・日：エフ
- 西: efe（エフェ）
- 伊: effe（エッフェ）
- ウェールズ語：エヴ
- エス：フォー

## 音素
この文字が表す音素は、
- 国際音声記号では小文字の f が「無声唇歯摩擦音」を表す。また、J の棒付小型大文字[ɟ]は「有声硬口蓋破裂音」を表すが、これは180度回転させた小文字の f と見ることもできる。
- 日本語のファ・フィ・フ・フェ・フォの子音は外来語の/f/の音写に使われ、ローマ字もfを使うが、実際の発音は[f]ではなく無声両唇摩擦音[ɸ](IPA) = [p\](X-SAMPA)である。
- インドネシア語ではしばしば[p]で発音される。
- 朝鮮語では/f/の発音が[p]で発音される（ただし、[h]音で代替される場合も少なからず存在しており、その明確な基準はない）。
- フランス語ではごく僅かながら語末のf を黙字化する単語が存在する（例：「音部記号」を意味する  clef [kle]。英語での発音は「クレフ」だがフランス語では「クレ」となる）。
- ウェールズ語では[v]を表す。ff と二重に書くと[f]と発音される。
- 英語では母音間ではしばしばffと2つ重ねる。

## 歴史
この字は、古代ギリシア語でかつて使われた、Ϝ（ワウ/ディガンマ）に由来し、本来は/w/音を表していた（ギリシア語の標準のもとになったイオニア・アッティカ方言では早く/w/音が消滅していたために、この文字も使われなくなった）。エトルリア語では当時のギリシア語になかった/f/の音を表すために古く「FH」の2文字で表し、エトルリアから文字を伝えられたローマでは同じ音を単純に「F」1文字で表した。

## 合字

f とのリガチャの例

f は それに f, l, i 等が続くとき、しばしば合字（ligature; リガチャ）を形成する。合字に独立のコードを割り当てる文字コード体系に基づく欧文フォントセットにおいては ﬀ, ﬁ, ﬂ, ﬃ, ﬄ のような合字も1つの文字として用意される。

## F の意味

### 学術的な記号・単位
- フッ素の元素記号。
- 十五を意味する数字。二十進法など、十六進法以上（参照: 位取り記数法#Nが十を超過）において十五（十進法の15）を一桁で表すために用いられる。
- 温度計で、華氏（ファーレンハイト、華倫海）。「°F」のように用いる。
- 静電容量のSI組立単位ファラド (Farad)の単位記号。立体・大文字の F
- SI接頭語、フェムト(10−15)(femto)の記号。立体・小文字の f。

- 数学において、関数や写像 (function) をあらわすのに使われる。通常は f(x) のように小文字が主に使われる。また関連の深い事物に同じ文字の大文字と小文字を充てる慣習から、 F(x) と f(x) とはなんらかの強い関係、例えば原始関数と導関数との関係のようなもの、を持つものである場合も多い。完全加法族 (σ-field) や層 (faisceau) などは、しばしばスクリプト体で ℱ と書かれる。慣例として E を用いる場合（例えばフランス語の集合 (ensemble) やベクトル空間における基底 など）は第二候補として F が用いられることも多い。
- 数学において、例えば有限体 Fp などのように、体 (field) に用いることがある。
- フーリエ変換 (Fourier transform) を表すのにスクリプト体の ℱ が用いられる。
- 自然科学では力 (force)、振動数・周波数 (frequency)、ヘルムホルツ（自由）エネルギー（Free energy、大文字）を示す文字として用いられる。
- レンズの明るさを示す値（F値）。レンズの焦点距離 / レンズの口径で求められ、F1.4、F2.8などのように表記される。数字が小さいほど明るいレンズになる。
  - 小文字の f はレンズの焦点距離を表す場合がある（この場合、F値は大文字の F を使う）。
- 竜巻の強さを表す記号。フジタスケールの頭文字。
- 音楽記号のフォルテ（小文字）。
- 洋楽で用いられる音名の一つ（英米式、独式）。イタリア式では「fa」、日本式では「へ」に相当。→ヘ (音名)
  - 音階の4番目の音であることから、音楽関係者の間で4を表す隠語として使われる。例：F万=4万（円）
- Fパラメータ（F行列）。二端子対回路（電気回路）における表現手法。
- 遺伝学において、雑種を表すための記号 (Filial)。

### その他の記号
- デパートなどで 1F、2F などと書くのは、Floor の略字である。なお 1F はイギリスでは2階、米では1階である。
- 西洋言語の文法やパスポートなどで、女性 (femina, female)。対義語で、男性は M 、中性は N である。
- 鉛筆の芯の硬さを表す記号。Firm（しっかりした）の頭文字。HB より硬く、H より軟らかい。
- 衣服などのサイズ表示の一種。Free size（フリーサイズ）の略。伸縮性素材などの衣服に用いられ、S、M、Lなどとともにサイズ分類に用いられる。
- 鉄道のサインシステムにおいて、JR富良野線 (Furano)、東京メトロ副都心線 (Fukutoshin)、福井鉄道福武線 (Fukui)、JRおおさか東線、京都丹後鉄道宮福線 (miyaFuku)、近鉄南大阪線・吉野線の路線記号として用いられる。
- 電気業界、通信業界、コンピューター業界で富士電機、富士通を表す符丁。Fuji Electric、Fujitsuの頭文字より。
- 電設業界ではVV-Fケーブルを表す符丁として使われている。
- ニコン製一眼レフカメラ用レンズのマウント「ニコンFマウント」のこと。
- 試験の評価で「落第」を表す。Failの略。
- Fラン - レベルが低い大学のこと。→ボーダーフリー
- ダミーF - FのキーはQWERTY配列のキーボードで最も押しやすいキーのうちの1つ（左手のホームポジション）であるために、何でもよいが文字を入れたい時に好んで使われる。
- スポーツに関するもの
  - 競艇で、フライング (Flying) の略として「Fを切る（=フライングする）」のように用いられる。
  - ラグビーやバレーボールなどでは、前衛（フォワード(Forward)やフロント(Front)）を表す記号。
  - 日本のプロ野球球団北海道日本ハムファイターズ (Fighters) の略号。前身の旧日ハム球団時代以前から使われている。
- 電話帳でファクシミリ専用電話。なお、ファクシミリ兼用電話は（F兼）などと表記される。
- 一般用照明器具の取付のうち床付。構内電気設備配線用図記号 (JIS C 0303:2000) で用いられる。
- テレビとアンテナを接続するためのコネクタ、F型接線。
- ヴァイオリンや一部のエレキギターなどに見られる、f字孔。
- と次のもの（ページ等）。数字にスペースを入れずに f を書きピリオドを打つ。例えば“258f.”で258から259ページ。ラテン語 folium の奪格 folio から。
- F号券 - 2024年（令和6年）7月3日に発行が開始された[1]、日本銀行券（紙幣、お札）の種類の一つ[2]。
- 2010年代後半のインターネット・ミームで哀悼の意を示す記号。詳細はFを押して敬意を払えを参照。

### 乗り物に関するもの
- 自動車・航空機・船舶等の燃料計で燃料が満タンであることを表す、Fullの略。
- 自動車 
  - 四輪自動車競走の規格のこと。Formulaの略。F1、F3など。
  - イタリアの自動車メーカーのフェラーリ (Ferrari) の頭文字。F40、F50、F355、F430など。
  - ヒュンダイ・トラジェの形式名。
  - スズキ・F型エンジン。
  - 三菱ふそう・Fシリーズ、及び後継車種のザ・グレート、スーパーグレート。
  - フォード・モーターに関して
    - ニューヨーク証券取引所における同社のティッカーシンボル。
    - フルサイズピックアップトラック、フォード・Fシリーズ（F-150、F-250、F-350など）の略。

  - トヨタ車においては、以下の意味がある。
    - エンジン形式のハイフンの直後の"F"は経済型DOHCエンジンを意味する。（例: 1NZ-FE、2GR-FSE）
      - かつては経済型DOHC=ハイメカツインカム、と言う状況があったため事実上ハイメカツインカムとほぼ同義だった。（例: 5A-FE、3S-FSE）

    - グレード名としてもよく使われる。だが、下記のように両極端な意味を持つ。
      - トヨタブランド車で使われる場合、最廉価グレードを意味する傾向がある。（例: カリーナED、プレミオ、ヴィッツ/プラッツ）
      - 一方で、レクサスブランド車ではハイパフォーマンスモデル(例：IS F)を意味する。富士スピードウェイから取ったとされる。
- 飛行機
  - 軍用航空機の形式で戦闘機を表す記号。Fighter の略。F-14、F-15、F-16など。
  - 旅客機の座席クラスでファーストクラス (First) を表す記号。
  - 旅客機をベースに製造される貨物機 (Freighter) を表す記号で型式の末尾に付けて表す。
  - 航空券に表示されるＦはfemaleの頭文字で「女性」を表す。
- 列車
  - 旧国鉄・JR で、動軸を6軸有する機関車の形式に付される記号。EF65、DF200 など。
  - 電車などの編成を表す。1001Fとあれば1001号車両を含む編成。由来はFormationの頭文字からとされる。
  - 東京メトロ副都心線 (F ukutoshin) を経由する速達列車「Fライナー 」を指すことがある（列車種別案内など、スペースの都合上。例、「F特急」（Fライナー特急、東急東横線・みなとみらい線内））。
  - 三江線の路線記号、F。

### 商品名・作品名
- ニコンの35mm銀塩一眼レフカメラ。ニコンのカメラ製品一覧を参照。
- 六田登の漫画作品「F」。
- 鷺沢萠の短編集「F 落第生」および同作品を元にした映画「F」（羽田美智子・熊川哲也主演、金子修介監督）。
- 福山雅治が2001年4月25日に発売したアルバム「F」。
- 声優、後藤沙緒里の1stアルバムおよびタイトル曲「f」。2005年8月24日発売。
- マキシマムザホルモンの楽曲「「F」」（鉤括弧つきが正式な題名）。2008年7月9日発売のシングル「爪爪爪/「F」」収録。
- 機動戦士ガンダムF91を中心としたガンダムシリーズ作品の総称および、それらの作品に登場する架空の兵器（モビルスーツ）、『F（フォーミュラ）』シリーズ。
- beatmaniaIIDX19 Lincleに収録された楽曲。作曲者はD.J.Amuro。
- 川田まみのベストアルバム、MAMI KAWADA BEST "F"。
- F (Flowerのアルバム)
- F (フジファブリックのアルバム)
- F (ファンキー加藤のアルバム)

## 符号位置
| 大文字 | Unicode | JIS X 0213 | 文字参照            | 小文字 | Unicode | JIS X 0213 | 文字参照              | 備考                     |
| ------ | ------- | ---------- | ------------------- | ------ | ------- | ---------- | --------------------- | ------------------------ |
| F      | U+0046  | 1-3-38     | &#x46; &#70;        | f      | U+0066  | 1-3-70     | &#x66; &#102;         | 半角                     |
| Ｆ     | U+FF26  | 1-3-38     | &#xFF26; &#65318;   | ｆ     | U+FF46  | 1-3-70     | &#xFF46; &#65350;     | 全角                     |
| Ƒ      | U+0191  | -          | &#x191; &#401;      | ƒ      | U+0192  | -          | &fnof; &#x192; &#402; | 鉤付きf                  |
| Ḟ      | U+1E1E  | -          | &#x1E1E; &#7710;    | ḟ      | U+1E1F  | -          | &#x1E1F; &#7711;      | 上ドット付きf            |
| Ⅎ      | U+2132  | -          | &#x2132; &#8498;    | ⅎ      | U+214E  | -          | &#x214E; &#8526;      | 倒立F                    |
| Ⓕ      | U+24BB  | ‐          | &#x24BB; &#9403;    | ⓕ      | U+24D5  | 1-12-38    | &#x24D5; &#9429;      | 丸囲み                   |
| 🄕︎      | U+1F115 | ‐          | &#x1F115; &#127253; | ⒡      | U+24A1  | ‐          | &#x24A1; &#9377;      | 括弧付き                 |
| 𝐅      | U+1D405 | ‐          | &#x1D405; &#119813; | 𝐟      | U+1D41F | ‐          | &#x1D41F; &#119839;   | 太字                     |
| 𝐹      | U+1D439 | ‐          | &#x1D439; &#119865; | 𝑓      | U+1D453 | ‐          | &#x1D453; &#119891;   | イタリック体             |
| 𝑭      | U+1D46D | ‐          | &#x1D46D; &#119917; | 𝒇      | U+1D487 | ‐          | &#x1D487; &#119943;   | イタリック体太字         |
| ℱ      | U+2131  | ‐          | &#x2131; &#8497;    | 𝒻      | U+1D4BB | ‐          | &#x1D4BB; &#119995;   | 筆記体                   |
| 𝓕      | U+1D4D5 | ‐          | &#x1D4D5; &#120021; | 𝓯      | U+1D4EF | ‐          | &#x1D4EF; &#120047;   | 筆記体太字               |
| 𝔉      | U+1D509 | ‐          | &#x1D509; &#120073; | 𝔣      | U+1D523 | ‐          | &#x1D523; &#120099;   | フラクトゥール           |
| 𝔽      | U+1D53D | ‐          | &#x1D53D; &#120125; | 𝕗      | U+1D557 | ‐          | &#x1D557; &#120151;   | 黒板太字                 |
| 𝕱      | U+1D571 | ‐          | &#x1D571; &#120177; | 𝖋      | U+1D58B | ‐          | &#x1D58B; &#120203;   | フラクトゥール太字       |
| 𝖥      | U+1D5A5 | ‐          | &#x1D5A5; &#120229; | 𝖿      | U+1D5BF | ‐          | &#x1D5BF; &#120255;   | サンセリフ               |
| 𝗙      | U+1D5D9 | ‐          | &#x1D5D9; &#120281; | 𝗳      | U+1D5F3 | ‐          | &#x1D5F3; &#120307;   | サンセリフ太字           |
| 𝘍      | U+1D60D | ‐          | &#x1D60D; &#120333; | 𝘧      | U+1D627 | ‐          | &#x1D627; &#120359;   | サンセリフイタリック     |
| 𝙁      | U+1D641 | ‐          | &#x1D641; &#120385; | 𝙛      | U+1D65B | ‐          | &#x1D65B; &#120411;   | サンセリフイタリック太字 |
| 𝙵      | U+1D675 | ‐          | &#x1D675; &#120437; | 𝚏      | U+1D68F | ‐          | &#x1D68F; &#120463;   | 等幅フォント             |

| 記号 | Unicode | JIS X 0213 | 文字参照            | 名称                                    |
| ---- | ------- | ---------- | ------------------- | --------------------------------------- |
| ꜰ    | U+A730  | ‐          | &#xA730; &#42800;   | LATIN LETTER SMALL CAPITAL F            |
| ᶠ    | U+1DA0  | ‐          | &#x1DA0; &#7584;    | MODIFIER LETTER SMALL F                 |
| ₣    | U+20A3  | ‐          | &#x20A3; &#8355;    | FRENCH FRANC                            |
| 🄵︎    | U+1F135 | ‐          | &#x1F135; &#127285; | SQUARED LATIN CAPITAL LETTER F          |
| 🅕︎    | U+1F155 | ‐          | &#x1F155; &#127317; | NEGATIVE CIRCLED LATIN CAPITAL LETTER F |
| 🅵︎    | U+1F175 | ‐          | &#x1F175; &#127349; | NEGATIVE SQUARED LATIN CAPITAL LETTER F |

## 他の表現法
| フォネティックコード | モールス符号 |
| Foxtrot              | ・・－・     |

|        |          | ⠋    |
| 信号旗 | 手旗信号 | 点字 |